# Gabbra

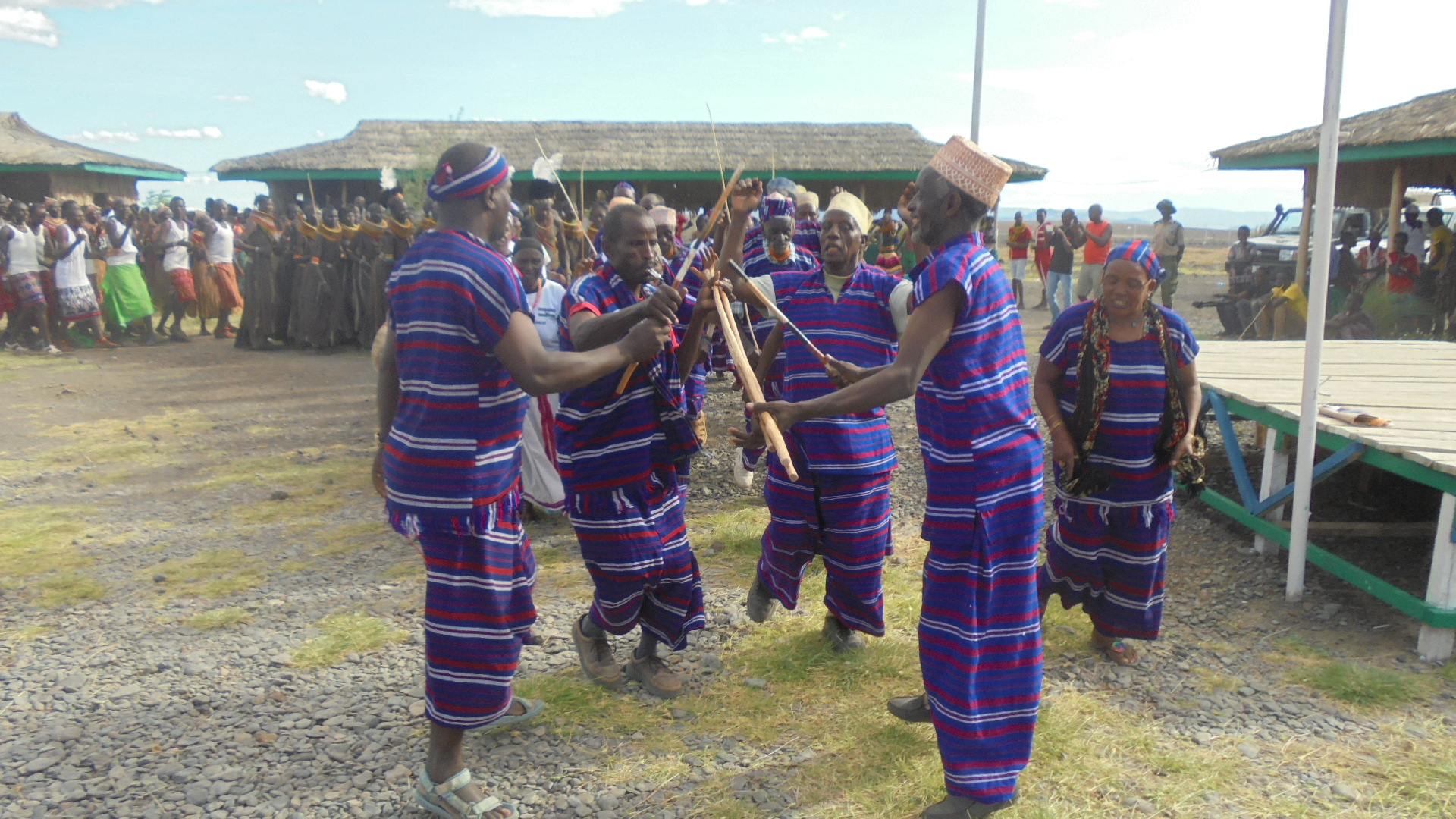
Gabbra Tanz in Marsabit (Kenia)

Die Gabbra oder Gabra sind eine Ethnie in der Chalbi-Wüste im Norden Kenias sowie in Südäthiopien, die traditionell als Kamelnomaden lebt. Ihre Bevölkerungszahl wurde in den 1970er Jahren auf rund 30.000 geschätzt.
Sie sprachen wohl ursprünglich, ebenso wie die Vorläufer der Rendille, Sakuye und Garre, eine somaloide Sprache, die wahrscheinlich dem heutigen Rendille ähnlich war. Seit der Expansion der Oromo im 16. Jahrhundert gerieten sie aber unter den Einfluss der Borana-Oromo und sprechen heute deren Dialekt des Oromo.
Mit den benachbarten Borana und Rendille sind die Gabbra durch komplexe Beziehungen verbunden. Gleichwohl gibt es auch Konflikte zwischen diesen Gruppen um Viehdiebstähle und knappe Ressourcen.